# Senatul Militar Român Central al Ofițerilor și Soldaților din Viena
Senatul Militar Român Central al Ofițerilor și Soldaților din Viena a fost o organizație națională militară română formată din foști soldați și ofițeri ai armatei austro-ungare, constituită în Viena în data de 31 octombrie 1918, cu scopul  concentrării, organizării și transportării spre Transilvania a soldaților români din fost armată imperială. Organizarea sa a reprezentat un segment al unui plan mai vast de creare a unei forțe militare regulate, care să fie la dispoziția Consiliului Național Român Central.
Stabilit în Viena, unde Iuliu Maniu împreună cu numeroși ofițeri care l-au avut în frunte pe generalul de divizie Ioan Boeriu și-au stabilit centrul de activitate politică și de comandă, acest Senat a activat într-o perioadă de profunde mutații militare și politice ce a culminat cu destrămarea Dublei Monarhii, precum și cu prăbușirea statului dualist, devenind forumul suprem pentru toate trupele, ofițerii și soldații români aflați în părțile apusene ale Imperiului, aceștia datori fiind în a-i urma toate ordinele. După constituirea Consiliului Național Român Central, Senatul Militar s-a subordonat acestuia. Având ca principală misiune pe aceea de a organiza și de a trimite spre Transilvania unități militare române, apte de a sprijini procesul de uniune națională, respectivul organism și-a îndeplinit-o cu succes. 
În scurta sa existență (31 octombrie - 27 noiembrie 1918), recunoscut fiind de Ministerul de Război al noului guvern revoluționar vienez, Senatului și trupelor acestuia li s-au pus la dispoziție locații și resurse financiare, cu condiția de a asigura paza orașului, ordinea și liniștea publică, într-un context în care acest organism a dispus de singura forță militară regulată din zonă. Din 7 noiembrie în subordinea sa a intrat și Legiunea Română din Praga, prin intermediul căreia a îndeplinit și în viitoare capitală a Cehoslovaciei aceeași misiune.

## Context

Harta etnică a Austro-Ungariei

### Situația Armatei Austro-Ungare
Pe teritoriul Imperiului Austro-Ungar în toamna anului 1918, Armata Austro-Ungară se afla în curs de dezintegrare, dezertarea pe câmpul de luptă a soldaților de diverse naționalități, determinând împrăștierea acestora în interiorul Dublei Monarhii. Manifestat și în rândurile militarilor etnici români înrolați, acest fenomen a pus conducătorii mișcării naționale române în fața necesității de a organiza și îndruma acești soldați, împrăștiați în diferite zone ale Imperiului.

### Situația etnicilor români încorporați în Armata Austro-Ungară
Cu scop de măsură preventivă Comandamentul Armatei Austro-Ungare dispersase unitățile cu pondere națională minoritară însemnată. În acest context Regimentul 64 Orăștie fusese relocat la Viena, Regimentele 2 Brașov, 37 Oradea și 51 Cluj la Praga, 43 Caransebeș într-o localitate aflată la nord de Praga. La Brno fuseseră încartiruite alte unități militare din Banat. Suplimentar, odată cu intrarea României în război, regimentele românești de pe Frontul de Est au fost relocate pe frontul italian. Odată desprinse de pe frontul din Peninsulă, drumul acestora spre Transilvania a fost dirijat contrar dispozițiilor comandamentelor proprii prin Viena, la îndemnul preoților militari și al ofițerilor români, urmarea respectivei rute având rolul de a împiedica intrarea lor pe teritoriul maghiar în calitate de unități constituite ale trupelor ungare. Prin aceasta s-a urmărit evitarea recunoașterii autorității noilor conducători maghiari prin prestarea jurământului militar, într-un context în care ultimele guverne ungare din toamna anului 1918 au urmărit menținerea integrității Ungariei cu orice preț.
În cursul existenței sale, Consiliul Național Român Central a urmărit prin diverse mijloace și metode consolidarea propriei poziții. În acest context, a încercat să obțină modificarea Convenției de Armistițiu semnată la Belgrad la data de 13 noiembrie între Antantă – reprezentată de generalul Louis Franchet d'Esperey si guvernul Karolyi și să organizeze unități militare proprii. Cu acest scop, pe lângă Gărzile Naționale ar fi urmat să fie creată și o forță militară regulată. Constituirea unor astfel de unități militare ar fi putut atât să determine în populația civilă apariția un sentiment de siguranță și încredere – favorabil unei adunări naționale cu scop unionist, cât și să servească împiedicării unor eventuale tentative ale autorităților ungare de a se opune Unirii Transilvaniei cu România. Mai mult, obiectivul urmărit ar fi oferit foștilor soldați austro-ungari etnici români, șansa de a susține efectiv interesele naționale românești în noile împrejurări politice, dacă evenimentele ar fi cerut-o.
În acest cadru, capitala imperiului, Viena, a fost unul dintre principalele centre de concentrare a convoaielor de soldați întoarse de pe front, mai ales de pe cel italian. Aici se aflau în luna octombrie 1918 un număr de 70.000 (40.000 după altă sursă) de soldați originari din Transilvania, Banat și Bucovina. Crearea aici a Senatul vienez a fost astfel o expresie a tentativei de a se forma trupe regulate, secția militară organizată pe lângă Consiliul Național Român din Viena urmând să servească la concentrarea, organizarea și transportarea spre Transilvania a soldaților români din fost armată imperială. Asemeni soldaților etnici români adunați în Viena, Legiunea Română din Praga ar fi urmat să revină în Transilvania conform indicațiilor senatului militar, iar Legiunea Voluntarilor Români din Italia ar fi urmat să se reîntoarcă sub îndrumarea lui Vasile Lucaciu, pentru a servi intențiilor unioniste.

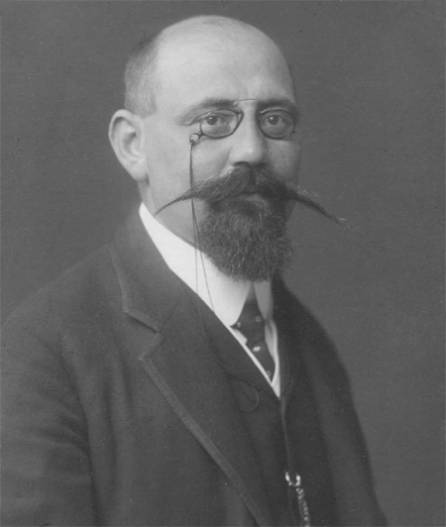
Viitorul Cancelar austriac dintre 12 noiembrie 1918 – 7 iulie 1920, Karl Renner (în 1905)

### Revoluția în Viena
În aceeași perioadă în care s-au constituit consiliile naționale ceho-slovac, sârbo-croato-sloven, polonez, ucrainean, italian și român – fiecare cu o secție militară, austro-germanii s-au constituit într-un Consiliu de Stat (Staatsrat) social-democrat prezidat de Seitz, cancelar fiind doctorul Renner iar căpitanul Mayer din rezerva cavaleriei fiind nominalizat la conducerea departamentului armatei. Guvernul imperial Lammasch a rămas astfel numai cu numele, neavând nici o autoritate reală de a guverna sau de a conduce. Dealtfel acesta a și fost demis printr-un manifest al Împăratului Carol la 11 noiembrie.
În noaptea de 31 octombrie/01 noiembrie 1918, trupele regulate din Viena s-au descompus, austriecii încercând înjghebarea unor trupe de mercenari intitulate „Volkswehr”.
În această perioadă, soldații sosiți în Viena de pe diversele fronturi au început să se complacă în demonstrații și acțiuni samavolnice, manifestând pentru libertate și socialism, iar soldații care se înfruptaseră din spargeri și devastări au început să-și desfacă prada în împrejurimile gărilor.

### Situația în Ungaria
Ungurii nu au putut concepe o știrbire a integrității teritoriale a statului, astfel că guvernul de la Budapesta prin reprezentanții săi, adresându-se tuturor cetățenilor – contrar curentului general, a încercat să obțină un jurământ de fidelitate față de statul maghiar. unda dintre măsuri a fost aceea de a orpi la frontieră toți soldații care se întorceau de pe front, pentru a-i pune să jure pe steagul ungar și a-i încadra și instrui în unități proprii.

## Constituirea senatului

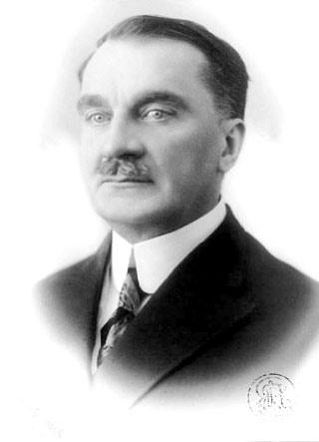
Iuliu Maniu

Părăsind frontul italian spre Viena, sublocotenentul Iuliu Maniu (singurul militar din Comitetul Executiv al Partidului Național Român) a primit din partea fruntașilor politici români transilvăneni misiunea de a organiza trupe regulate din regimentele ardelene relocate din garnizoanele lor de origine pe teritoriul Austriei și în Boemia, precum și de a organiza soldații români întorși de pe front, activând în calitate de „însărcinat cu afacerile pe lângă guvernul comun de la Viena” al Consiliului Național Român Central. Aflat aici, pe 30 octombrie 1918 într-una din întâlnirile camaraderești ale ofițerimii române de la cafeneaua „Westminster” situată pe Mariehilferstrasse, Maniu a făcut apel la dreptul și datoria soldaților români de a fi în acele momente alături de națiunea română, dat fiind că sosise timpul creării României Mari, în concordanță cu principiul autodeterminării enunțat de Woodrow Wilson. Realizarea acestui deziderat implica însă organizare, astfel că însărcinatul cu afaceri le-a propus celor prezenți o întâlnire pentru a doua zi. La sugestia adjutantului Regimentul 64 Infanterie din Orăștie, căpitanului Traian Popa, întâlnirea s-a ținut la restaurantul „Weigel” din Dreher-Park, aflat în apropierea cazărmii Franz Ferdinand. Cu o zi înainte ca urmare a unei alte întâlniri ținute la același restaurant aflat în apropiere de palatul Schönbrunn, se constituise un „Comitet Național al Românilor din Transilvania”, căruia i s-a subordonat Senatul Militar. Odată însă ajunsă la Viena vestea constituirii la Budapesta a „Consiliului Național Român Central” (mutat ulterior la Arad), Senatul a recunoscut autoritatea acestuia.
Procesul de divizare a regimentelor pe criterii etnice s-a petrecut în general în mod pașnic. Nucleul grupării de soldați români din Viena l-a constituit Regimentul 64 Infanterie Orăștie, a cărui structură inițială s-a descompus în noaptea de 30/31 octombrie odată cu izbucnirea revoluției la Viena. Cu toate că 65 % din componența acestuia era formată din  români, aceștia predominau în rândul soldaților,[A] doar o parte dintre ofițeri și gradați fiind de aceeași etnie. La prima ședință a Senatului au participat alături de 40-50 de ofițeri, o bună parte dintre soldații acestui regiment. În acea zi s-au stabilit că respectivul organism avea ca scop „adunarea și organizarea ofițerilor într-o organizație militară națională care să ducă o luptă continuă și solidară pentru realizarea idealurilor românești de libertate și unitate națională” și că acesta urma să devină forumul suprem pentru toate trupele, ofițerii și soldații aflați în părțile apusene ale Imperiului Austro-Ungar, aceștia datori fiind în a-i urma toate ordinele. Conform celor hotărâte, Senatul urma să lanseze un apel către toți militarii români înrolați în armatele Dublei Monarhii și să se pună în legătură cu aceștia.

## Organizarea

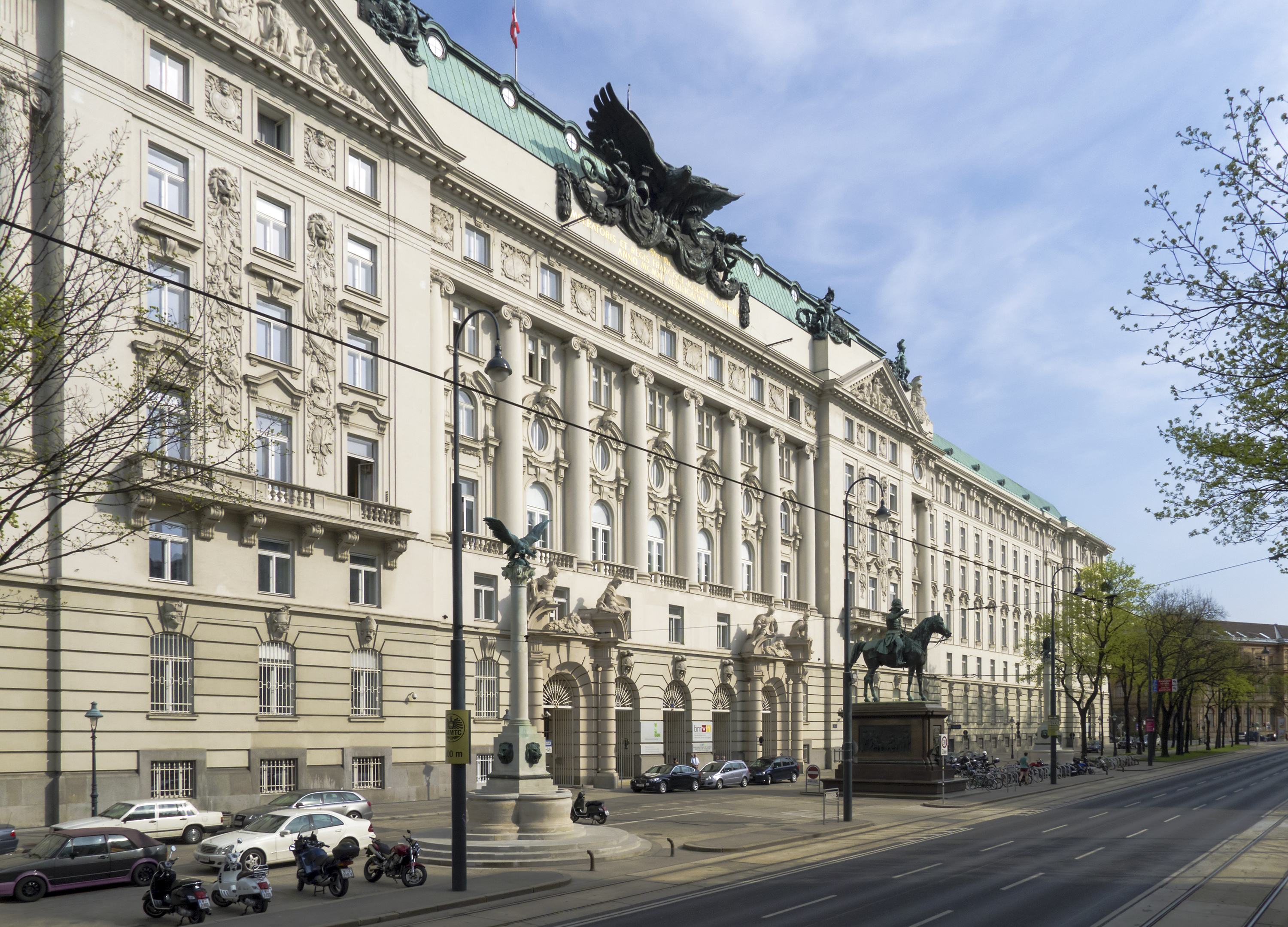
Clădirea fostului Minister de Război din Viena

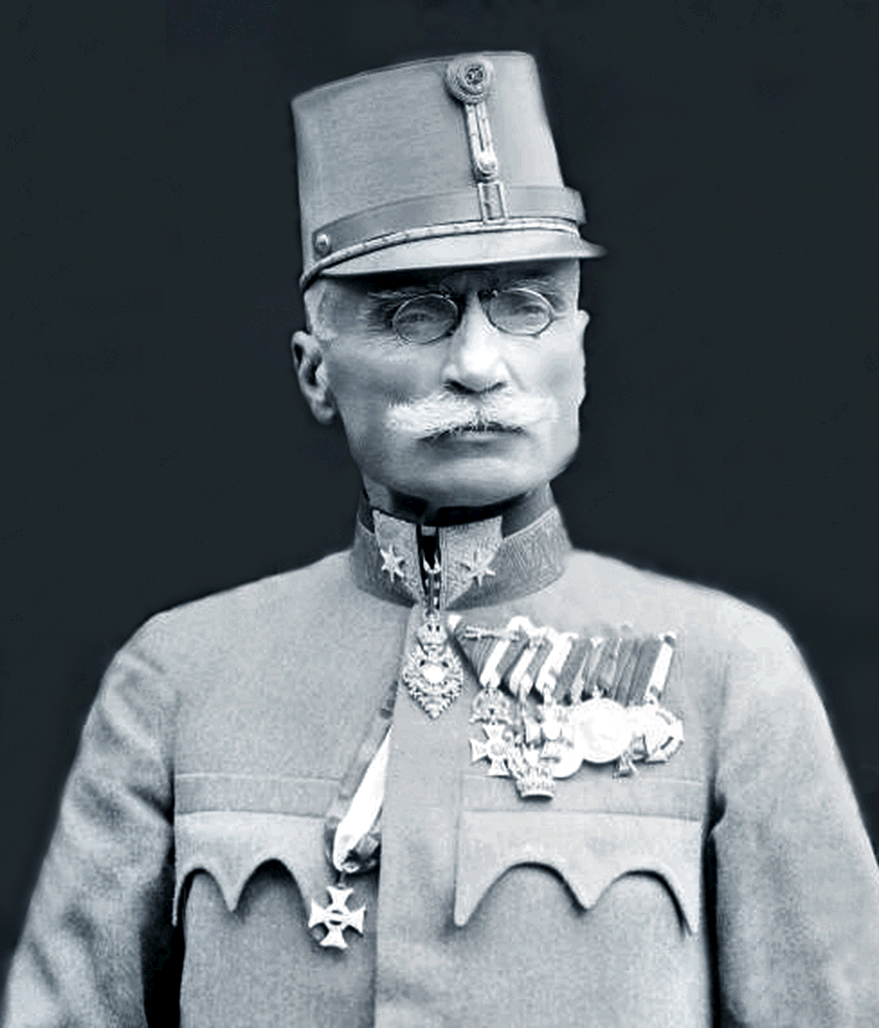
Generalul Ioan Boeriu

Senatul a fost compus din 11 membri[B] și a fost prezidat de un comitet executiv reprezentat de Iuliu Maniu (cu funcția de reprezentant politic), căpitanul Traian Popa, medicul Epifan Munteanu și Petru Popovici. Pe data de 1 noiembrie, membrii Senatului și-au stabilit resorturile, astfel: căpitanul Traian Popa și-a asumat, temporar (până la însănătoșirea generalului Boeriu) funcția de președinte, preotul militar Gheorghe Oprean și-a asumat funcția de secretar, iar doctorul Epifan Munteanu pe cea de casier. Tot în cadrul aceleiași ședințe Iuliu Maniu a propus atât trimiterea unei delegații la Ministerul de Război pentru a solicita recunoașterea organizației și a cere sprijin[C], cât și trimiterea unei delegații la Praga cu scopul informării regimentelor românești aflate acolo despre constituirea organizației și pentru a le solicita acestora constituirea unui Senat similar.[D] Deasemni, tot atunci s-a hotărât înființarea unui birou de informații pentru ofițerii și soldații români,[E] cu rolul de a-i ține la curent pe aceștia cu evoluția evenimentelor militare și politice.
Conducerea a fost încredințată celui mai mare în grad dintre ofițerii români aflați în Viena, anume generalul de divizie Ioan Boeriu. Acesta aflat fiind pe moment în spital, căpitanul Traian Popa a girat așadar temporar funcția până pe 12 noiembrie, când generalul a preluat comanda trupelor.

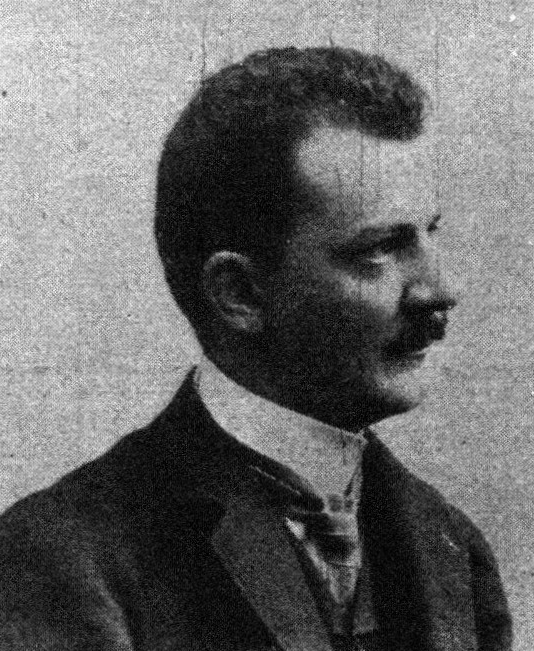
Profesorul bucovinean Constantin Isopescu-Grecul

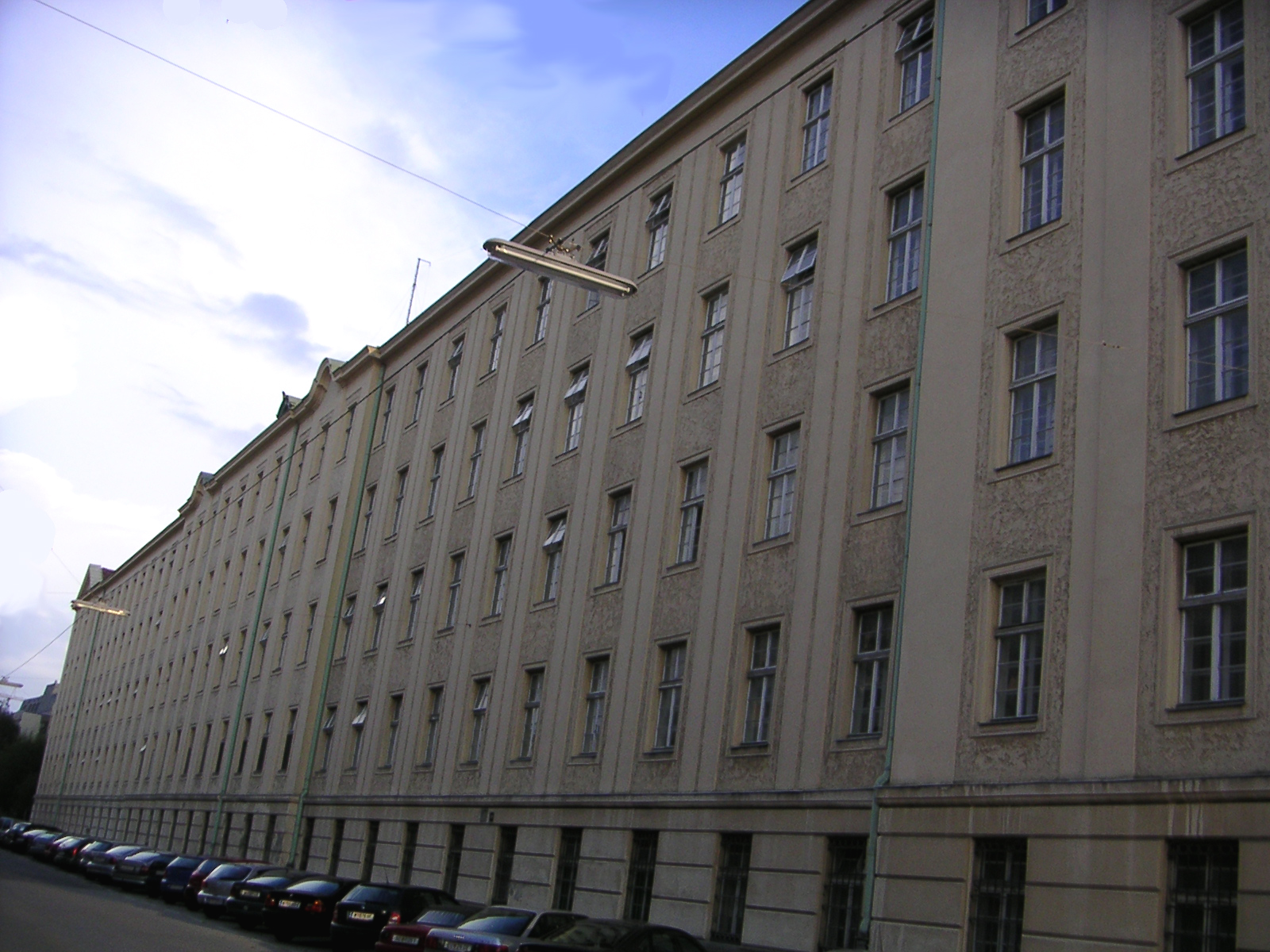
Fosta K.u.K. Franz Ferdinand Kaserne din Viena, astăzi

Ca efect al unei întâlniri cu Ministrul de Război Austro-Ungar – generalul Sträger-Steiner, a unei delegații prezidate de Iuliu Maniu – secondat de căpitanul Traian Popa și profesorul bucovinean Constantin  Isopescu-Grecul, s-a putut lua contact cu noul ministru de resort din guvernul revoluționar vienez – căpitanul Mayer, care avea puterea reală de a recunoaște sau aproba ceva. Senatul a fost recunoscut astfel ca for național reprezentativ de către noul Minister de Război, a primit pentru cazarea soldaților cazarma Franz-Ferdinand, 5 camere mari în clădirea Ministerului pentru birouri și alocații în bani pentru solda militarilor. În clădirea Ministerului – transformată într-un fel de turn al Babilonului în care se stabiliseră în bună înțelegere și birourile sau cancelariile altor naționalități din Imperiu, s-a instalat astfel un birou permanent al Senatului – condus de Iuliu Maniu, care a avut ca secretar general pe Ioan Boieriu, ca șefi de secții pe căpitanii Traian Popa și Ilicuș și ca adjuncți pe Viorel Tilea și L. Colibași. În compensație, trupele române și-au asumat obligația de a asigura ordina în Viena.
Majoritatea din cele câteva zeci de mii de soldaților români aflați în regiunea Vienei, au fost cantonați în cazărmile de la Wiener Neustadt.

## Activitate

### Funcționarea
Acest Senat a activat într-o perioadă de profunde mutații militare și politice ce a culminat cu destrămarea Dublei Monarhii. În apelul emis de Senatul Militar Român Central, militarii au fost sfătuiți să constituie senate similare în orașele în care erau cantonați, fiecare dintre aceste organisme fiind datoare să trimită un delegat organului central. Fiecare dintre etnicii români înrolați în Armata Austro-Ungară  a fost considerat un soldat al comitetului național român, aceștia fiind îndemnați să refuze executarea poruncilor de la străini și depunerea vreunui jurământ către o armată sau steag străine. Militarilor români le-a fost de asemenea interzis să recurgă la acte de vandalism și să împiedice manifestări cu caracter național ale altor naționalități.
În ședința din 2 noiembrie s-au pus bazele primului regiment național sub comanda căpitanului Loichiță, având la origine efectivele românești ale Regimentului 64 Orăștie. Conduși tot de către căpitanul Loichiță, ofițerii români au început o intensă activitate propagandistică[F] prin discursuri în cazărmi, piețe și gări, destinate militarilor români întorși de pe front și staționați temporar în Viena, sprijinită de editarea unei gazete numită „Timpul nou”, al cărei redactor a fost Filimon Taniac.[G]
Gazeta, al cărei redactor era bucovinean – a avut calitatea de organ al Senatului Militar Român Central și a apărut săptămânal în intervalul 8-25 noiembrie. Ziarul a fost expediat militarilor români din pichetele cordonului de control Varșovia-Laibach (Ljubljana), precum și comandamentelor Legiunilor române din Praga și Italia, legațiilor române din apus și unor reprezentanți din Transilvania (expedierea s-a făcut în corespondență particulară recomandată sau pachete poștale). Astfel, militarii români au putut afla informații legate atât de deciziile Senatului cât și de evenimentele politice aflate în legătură cu teritoriile românești. Prin intermediul aceluiași oficios, Senatul a reușit să combată și propaganda antiunionistă. Pentru a putea fi editat periodicul, Senatul a primit comanda secției române a tipografiei de stat vieneze (Staatsdrukerei).
Discursurile au avut ca subiecte principale sfârșitul războiului și al monarhiei austro-ungare, precum și pericolul care îi pândea pe soldații români plecați singuri spre casă, de a fi opriți la Budapesta și puși cu forța să jure pe steagul ungar.  Acest pericol a fost unul real, deoarece în perioada în care Senatul Militar a activat, s-au derulat tentative ale autorităților ungare de a-i menține pe soldații români sub dominația lor. Astfel, ofițerii regimentelor i-au forțat deseori pe români să depună jurământul de credință steagului maghiar, sub amenințarea că în caz contrar vor fi lipsiți de soldă.
Începând cu 3 noiembrie s-a trecut la dezlegarea simbolică a soldaților de jurământul depus față de împărat, preoții militari oficiind zilnic un serviciu religios ce semnifica sfârșitul loialismului față de dinastie.
Dat fiind că în capitala Austriei în luna noiembrie izbucnise revoluția, la câteva zile după negocierile purtate de delegația Senatului cu Ministrul de Război, în oraș singura forță armată disciplinată și ordonată care a mai existat a fost reprezentată de cele câteva regimente românești, constituite ca urmare a acțiunii Senatului Militar Român Central. Într-un context în care atât suburbiile cât și centrul orașului începuseră să fie prădate de răzvrătiți, respectând înțelegerea, Senatul Militar Român Central prin trupele sale românești a asigurat paza orașului, salvându-l de avansul ideilor promovate de revoluția rusă. Printre altele, la cererea expresă a Ministerului de Război militarii români au împrăștiat o demonstrație de tip bolșevic.

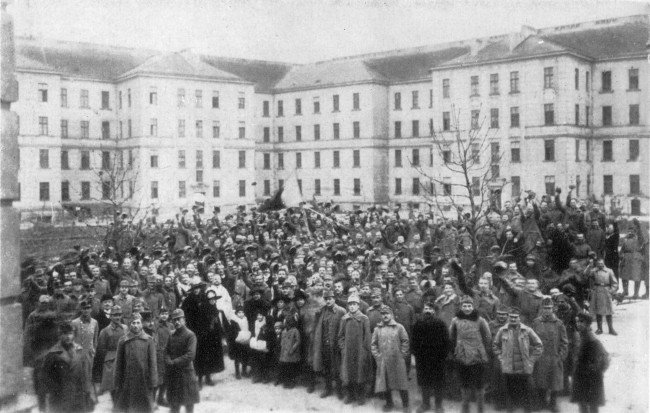
Militarii hunedoreni din Viena pe 17 noiembrie 1918, la depunerea jurământului de credință

Pe data de 7 noiembrie în timpul celei de-a șasea ședințe, a fost citită declarația prin care Legiunea Română din Praga s-a subordonat Senatului Militar Român, iar pe 12 noiembrie (ziua în care generalul Boieriu și-a preluat oficial postul, căpitanul Popa devenind vicepreședinte), alți 6 noi membri au fost cooptați în Senat.[H] Un moment semnificativ a fost reprezentat de sosirea și instalarea în ordine a Regimentului 31 Sibiu, comandat de locotenentul Eugen Duca.
Pe 17 noiembrie s-a desfășurat în cazarma Franz Ferdinand, solemnitatea depunerii jurământului militar și a sfințirii drapelului românesc[I] (confecționat de către Silvia Popa, soția căpitanului Traian Popa), serviciul religios fiind oficiat de către preotul militar Iosif Serafim, asistat de preoții Ilie Haciotă și Gheorghe Oprean. Din partea Consiliului Național Român Central de la Arad a participat oficial la solemnitate deputatul bucovinean Teofil Simionovici.[J]
Confruntat cu o serie de dezertări (un caz cunoscut fiind cel al sublocotenentului Gheorghe Alexa, care a părăsit Viena 
împreună cu un grup de 40-50 soldați români), Senatul Militar a decis tipărirea unui nou apel cu rol critic, adresat ofițerilor și soldaților români. Dată fiind agravarea situației economice în oraș, membri organizației au decis plătirea soldelor în cuantum de 30 coroane pentru ofițeri și de 10 coroane pentru soldați, numai acelora care stând în serviciul Senatului și-au îndeplinit obligațiile.
Ca efect al unei la solicitări a Consiliului Național Ceh, o parte din trupe (anume fostul Regiment 2 de la Brașov, sub comanda colonelului Alexandru Simion) au fost trimise la Praga , pentru a ajuta la calmarea manifestările naționaliste ale celor care erau încă adepții ideii de imperiu și a asigura liniștea.

### Drumul spre casă
Pe 27 noiembrie, succesiv eșecului ultimelor tentative de resuscitare a monarhiei austro-ungare și în contextul în care de pe front nu mai soseau soldați, Senatul Militar Român Central din Viena și-a ținut ultima ședință. Considerându-și misiunea încheiată,  acest for prin conducerea sa a hotărât întoarcerea în
Transilvania, cu scopul de a se pune în slujba Consiliului Național Român Central. . Lichidarea activității și a patrimoniului Senatului s-au desfășurat sub coordonarea generalului Boeriu, cu ajutorul căpitanului Traian Popa.
Pentru expedierea unităților române spre Transilvania ar fi fost necesară tranzitul trupelor prin Ungaria (pe drumul cel mai scurt). S-au inițiat astfel demersuri – dealtfel inutile, pe lângă Consiliul Național Maghiar condus de contele Karolyi, pentru ca acesta să recunoască Senatul Militar Român Central, ca organ militar de drept. Traversarea Ungariei devenind astfel dificilă, s-a luat legătura pentru a fi tranzitul facilitat atât cu guvernul republican de la Viena, cât și cu Consiliul Național Croat de la Zagreb. Pe rând, toți soldații români din Viena au fost expediați și în oraș a rămas ca secție militară atașată legației române prezidată de Constantin Isopescu-Grecul doar un mic grup de ofițeri, Datorită însă modului confuz în care a fost creată Convenția de Armistițiu cu Ungaria, unele dintre unitățile care au primit ordin să traverseze teritoriul evacuat și să se îndrepte spre Arad au fost dezarmate de unitățile sârbe. Majoritatea unităților au sosit în preajma deschiderii Marii Adunări Naționale de la Alba-Iulia, după data de 1 decembrie 1918 majoritatea militarilor sosiți de la Viena înrolându-se în Gărzile Naționale Române.

### Colonia română din Viena
Este de remarcat că pe parcurs colonia română din Viena împărtășind și îmbrățișând acțiunile Senatului, a avut o contribuție activă în slujba cauzei naționale. Românii din oraș au facilitat întâlniri premergătoare constituirii respectivei structuri, au fabricat material de propagandă și acordat sprijin material și moral soldaților români 